# Rothenberg (Eschbach)
Der Rothenberg ist ein 476,3 m ü. NHN hoher Berg im südlichen Pfälzerwald. Er liegt im rheinland-pfälzischen Landkreis Südliche Weinstraße im Wasgau. Der Berg ist vollständig bewaldet.

## Geographie

### Lage
Der Berg liegt auf der Gemarkung der Ortsgemeinde Eschbach etwa einen Kilometer südwestlich von deren Siedlungsgebiet. An seinem Westhang befindet sich der als Naturdenkmal eingestufte Waghäusler- oder Erbsenbrunnen. Benachbarte Berge in der Umgebung sind – von Osten nach Westen – der Schletterberg (523 m), der Wetterberg (512,7 m) und der Rehberg (576,8 m).

### Naturräumliche Zuordnung
Der Rothenberg gehört zum Naturraum Pfälzerwald, der in der Systematik des von Emil Meynen und Josef Schmithüsen herausgegebenen Handbuches der naturräumlichen Gliederung Deutschlands und seinen Nachfolgepublikationen als Großregion 3. Ordnung klassifiziert wird. Betrachtet man die Binnengliederung des Naturraums, so gehört der Rothenberg zum Wasgau.
Zusammenfassend folgt die naturräumliche Zuordnung des Rothenbergs damit folgender Systematik: 
1. Großregion 1. Ordnung: Schichtstufenland beiderseits des Oberrheingrabens
2. Großregion 2. Ordnung: Pfälzisch-saarländisches Schichtstufenland
3. Großregion 3. Ordnung: Pfälzerwald
4. Region 4. Ordnung (Haupteinheit): Wasgau
5. Region 5. Ordnung: östlicher Teil des Wasgaus

## Charakteristika
Beim Rothenberg handelt es sich um einen doppelgipfligen Rückenberg am Rheingrabenrand. Er ist vollständig bewaldet, vorzugsweise mit Kiefern, Buchen und Edelkastanien. Er bietet ein umfassendes Panorama.

## Bauwerke
An einem Felsausläufer des südöstlichen Gipfels befindet sich die Madenburg; in diesem Bereich befindet sich außerdem das Naturdenkmal Lindenhain. Am Nordwesthang nahe des Wanderparkplatzes auf dem Sattel zum Schletterberg steht eine kleine Waldkapelle, die auch als Pieta-Häuschen bezeichnet wird. Diese ist als Kulturdenkmal der Gemeinde Eschbach gelistet.

## Tourismus
Der Hauptgipfel ist auf Wanderwegen nicht erreichbar; mehrere Wanderwege führen zur Madenburg. Ein möglicher Ausgangspunkt für Wanderungen ist der Waldparkplatz zwischen Rothenberg und Schletterberg oder Parkplätze in Eschbach. Über den Berg verlaufen unter anderem der Prädikatswanderweg Pfälzer Weinsteig, der Themenwanderweg Pfälzer Keschdeweg und der zu den sogenannten Saar-Rhein Wanderwegen zählende Weg mit der Kennzeichnung Schwarzer Punkt auf weißem Balken, der von Saarbrücken bis nach Rülzheim führt.